# Stéphanie Bonvicini
Pour les articles homonymes, voir Bonvicini.
 (août 2014).
Stéphanie Bonvicini est une journaliste et écrivaine française née le 11 mars 1968 à Saint-Étienne. 

## Biographie
Stéphanie Bonvicini nait le 11 mars 1968. 
Journaliste diplômée du CFD et de l'INA[réf. nécessaire], elle travaille depuis les années 1990 auprès de différents médias (TV, radio, internet et presse écrite). De 2005 à 2016, elle coproduit l'émission Le Sens des Choses diffusée dans la grille d'été sur France Culture. Elle anime également de février 2007 à décembre 2010, sur la chaîne Public Sénat, une émission hebdomadaire intitulée Conversation d'avenirs, émission qui propose l'éclairage et la vision de Jacques Attali sur les grands enjeux du XXIe siècle. 
Parallèlement, Stéphanie Bonvicini est l'autrice d'une biographie de Louis Vuitton intitulée Louis Vuitton, une Saga française. Elle publie également trois ouvrages en collaboration avec Jacques Attali : Amours : histoire des relations entre les hommes et les femmes (Fayard, 2007), Le Sens des choses (Robert Laffont, 2009) et Consolations (Fayard/Pluriel 2018) livre d'entretiens faisant suite à son émission Le Sens des Choses sur France Culture,.
Elle est également l'autrice d'une entrée dans le Dictionnaire Culturel du Tissu de Régis Debray (Babylone/Fayard)[réf. nécessaire].
Elle a aussi publié trois livres en édition Jeunesse, dont 
La Petite Taiseuse, illustré par Marianne Ratier, qui a remporté le prix Sorcières 2011, catégorie roman junior (9-12 ans). 
Elle est enfin membre du jury littéraire du Prix Orange 2011, présidé par Erik Orsenna[réf. nécessaire].
Depuis 2018, elle se consacre à la sculpture.

## Publications
- 2004 : Louis Vuitton - Une Saga Française. Fayard.  (ISBN 2213618798)
- 2005 : Auteur d'une entrée dans le Dictionnaire culturel du Tissu par Régis Debray et Patrice Hugues. Éditions Babylone/Fayard.  (ISBN 2213627371)
- 2007 : Amours : Histoire des relations entre les hommes et les femmes. Fayard.  (ISBN 2213630100)
- 2009 : Le Sens des choses, en collaboration avec Jacques Attali. Robert Laffont  (ISBN 9782221111604)
- 2018 : Consolations, en collaboration avec Jacques Attali. Fayard

### Littérature jeunesse
- 2009 : La Petite taiseuse. Naïve, Illustrations de Marianne Ratier - Prix Sorcières 2011, catégorie Roman junior
- 2010 : La Crise. Naïve, Illustrations de Florentin Tuillier
- 2014 : Le Phare d'Edgar. Marmaille & Cie.